# Wallfahrtskapelle Hausenborn

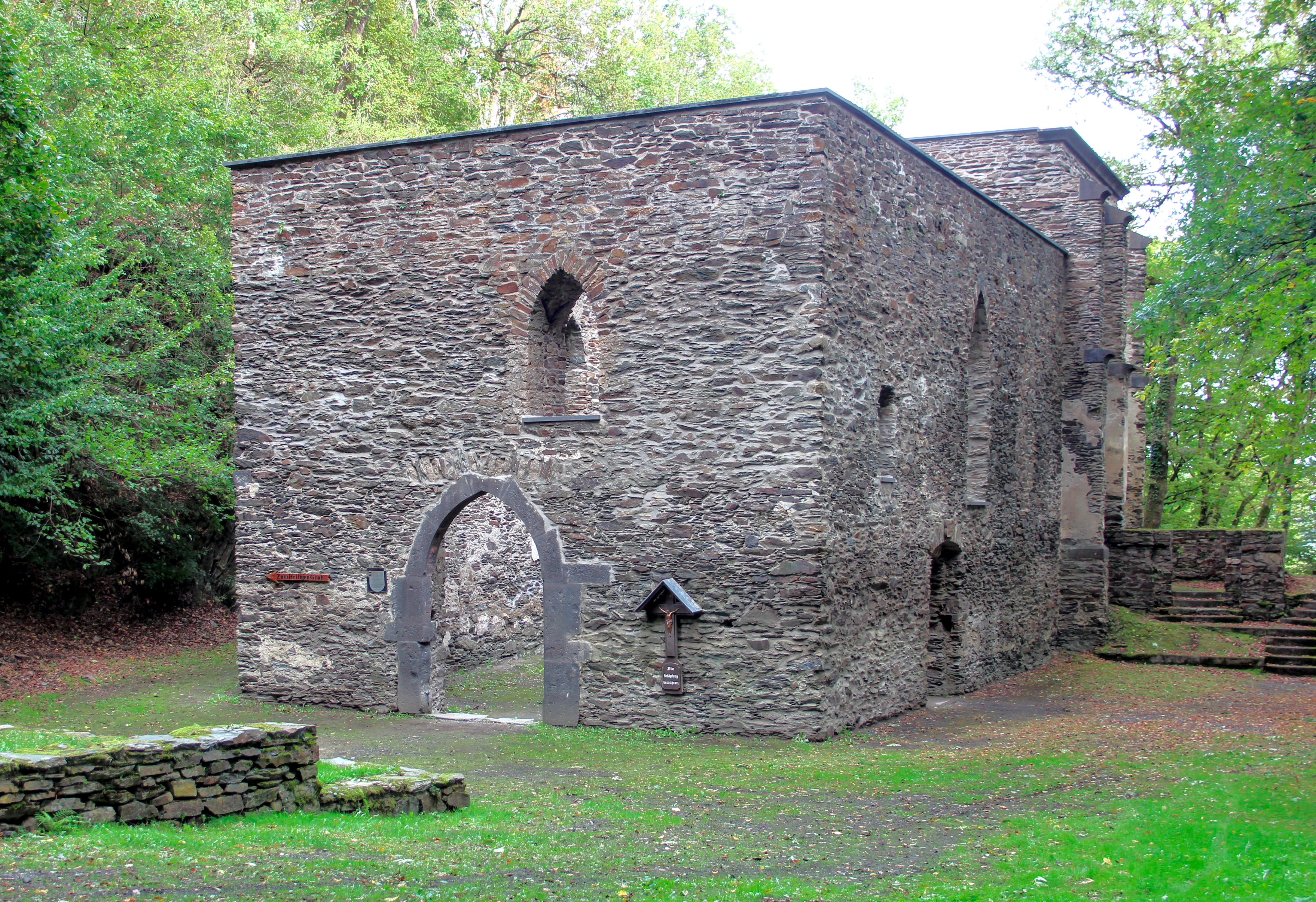
Ansicht der Kapelle Hausenborn

Die Wallfahrtskapelle Hausenborn ist eine Kirchenruine, etwa einen Kilometer Luftlinie südwestlich von Isenburg im Wald gelegen. Seit Jahrhunderten wird sie von Pilgern aus dem Westerwald wie auch vom Rhein und von Wanderern besucht. Die Gründung ist in der Mitte des 15. Jahrhunderts anzunehmen. Der Name Hausenborn entstand möglicherweise aus „Haus am Born“, bezogen auf eine Wasserquelle in unmittelbarer Nähe.

## Geschichte

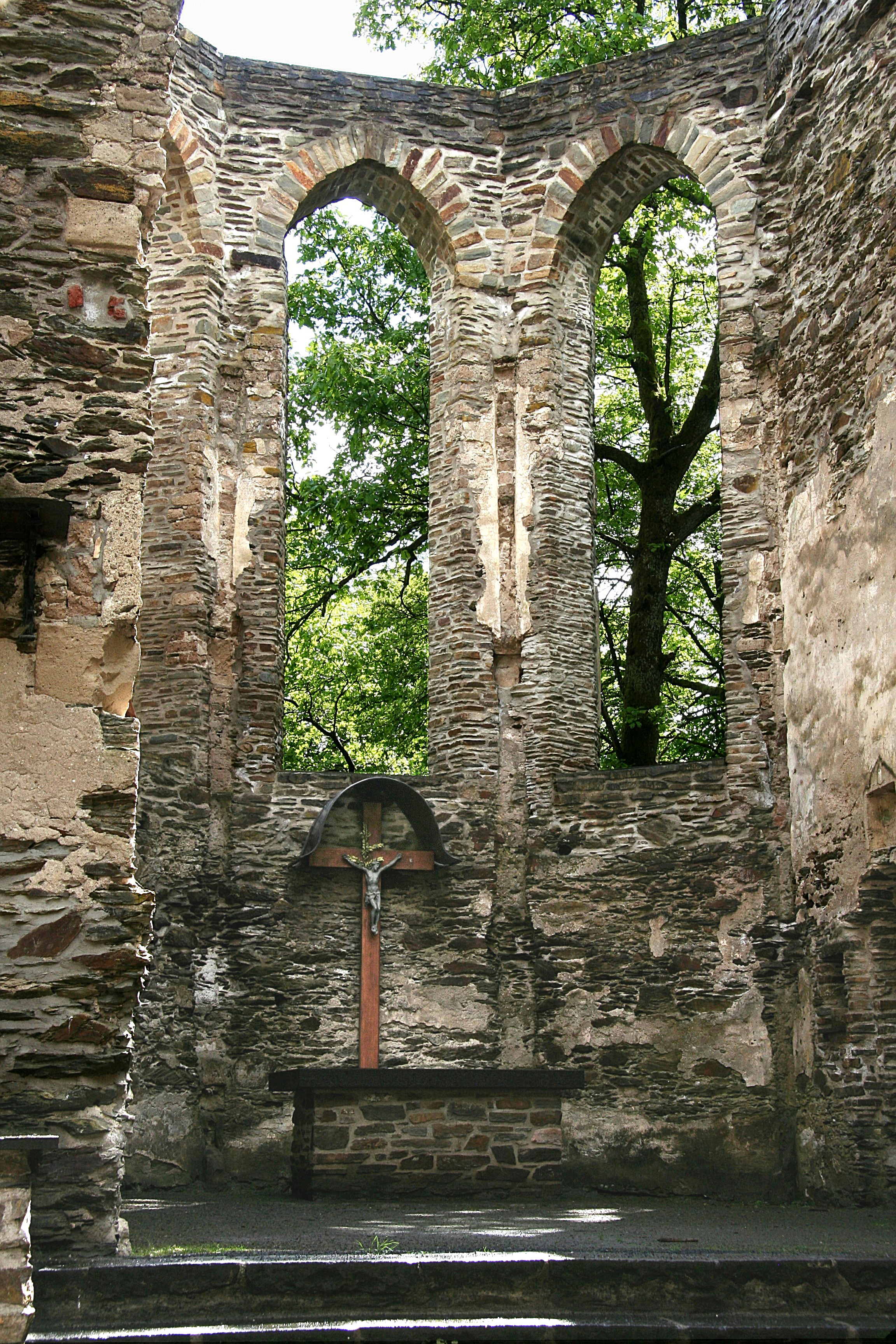
Chor der Kapelle von Hausenborn

Stifter der Kapelle waren wahrscheinlich die Herren von Isenburg-Grenzau. Eine Urkunde, die im Hochaltar gefunden wurde, nennt 1441 als das Jahr, in dem Weihbischof Gerhard von Salona im Auftrag des Trierer Kurfürsten, Erzbischof Jakob I. von Sierck, diesen Altar zu Ehren der Gottesmutter, des hl. Servatius und aller Heiligen weihte. Bei der Kapelle standen ein Wohnhaus, in dem lange Zeit der Pastor von Isenburg und zwei Mägde lebten, und eine Eremitage mit einem Eremiten, der als Küster diente. Trotz landwirtschaftlichen Besitzes, der zur Kapelle gehörte, soll die Versorgung der vier Personen vor allem in späteren Jahren mitunter unbefriedigend gewesen sein.
Schon früh kamen Menschen in Prozessionen nach Hausenborn, um vor dem dortigen Gnadenbild, einer Pietà, ihre Sorgen vorzutragen und um die Fürbitte Mariens bei Gott zu beten. Diese Wallfahrten blieben für einige Jahre aus, als Kurfürst und Erzbischof Clemens Wenzeslaus von Sachsen mit Verordnung vom 29. November 1784 alle Bittgänge von mehr als einer Stunde Weg verbot. Am 18. Januar 1790 hob er das Verbot jedoch wieder auf. In der Zwischenzeit waren Wallfahrtskapelle Hausenborn und das Pfarrhaus aufgegeben und dem Verfall überlassen worden. Möglicherweise waren die ausbleibenden Wallfahrten aber nicht der einzige Grund dafür. Auch die Anordnung der Grafen von Wied und Walderdorff, den Sitz des Pfarrers nach Isenburg zu verlegen, kann dazu beigetragen haben.
Das Hausenborner Gnadenbild wurde 1788 in einer feierlichen Prozession in die Isenburger Pfarrkirche überführt, wo es verblieb. Auch sakrales Gerät und zwei Glocken kamen nach Isenburg. Die dritte Glocke wurde nach Oberelbert verkauft. 
Einzelne Pilger suchten weiterhin Hausenborn auf, doch der Verfall der Kapelle schritt fort, bis 1934 Renovierungen begannen. Im Zuge dieser Arbeiten wurde die ehemalige Sakristei als Gnadenkapelle eingerichtet. Seit 1984 setzen sich freiwillige Helfer dafür ein, Hausenborn der Nachwelt zu erhalten. Letzteres hat sich insbesondere der am 6. Juni 1997 gegründete Förderkreis „Wallfahrtskapelle Hausenborn e. V.“ zum Ziel gesetzt.
Seit Langem gehen wieder Prozessionen nach Hausenborn. Unter anderem pilgern seit 1934 jedes Jahr im Mai oder Juni die Kolpingsfamilien des Bezirks Engers-Kunostein vom „Spielmanns Heiligenhäuschen“ im Heimbacher Wald zur Kirchenruine und feiern dort Gottesdienst.

## Architektur und Ausstattung der Kapelle
Die Wallfahrtskapelle Hausenborn ist ein Bruchsteinbau im Stil der Gotik. Sie ist insgesamt 22,80 m lang, das Langhaus 7,60 m breit. Der nach Osten ausgerichtete Chor mit Fünfachtelschluss ist 5,80 m lang. Chor und Langhaus sind durch einen Triumphbogen getrennt. Im Zuge der Renovierungsarbeiten in den 1990er-Jahren wurden an der Südseite des Chors Grundmauern in den Abmessungen 5,20 m × 4,00 m freigelegt. Es ist anzunehmen, dass es die Grundmauern des Kirchturms sind, wie er auf einem Holzschnitt von 1772 zu sehen ist.
Das Hausenborner Gnadenbild ist eine Pietà aus gebranntem Ton. Es ist 45 cm hoch und 60 cm breit. In der Kapelle steht seit 1990 eine Nachbildung des Originals.

## Schändungen
1998 wurde der Altar in der Gnadenkapelle geschändet. Gleiches in noch größerem Ausmaß geschah am 20. Dezember 2020. Laut Südwestrundfunk (SWR) zerstörten die Täter das Gnadenbild und entfernten Danksagungstafeln. Die Tafeln aus Holz verbrannten sie, andere warfen sie in eine Mülltonne. Eine etwa 50 kg schwere Jesusfigur hatten sie einen Abhang hinunter geworfen; von einem Kreuz sei der Kruzifixus abgeschraubt und wie die Tafeln in den Mülleimer geworfen worden.

## Bilder

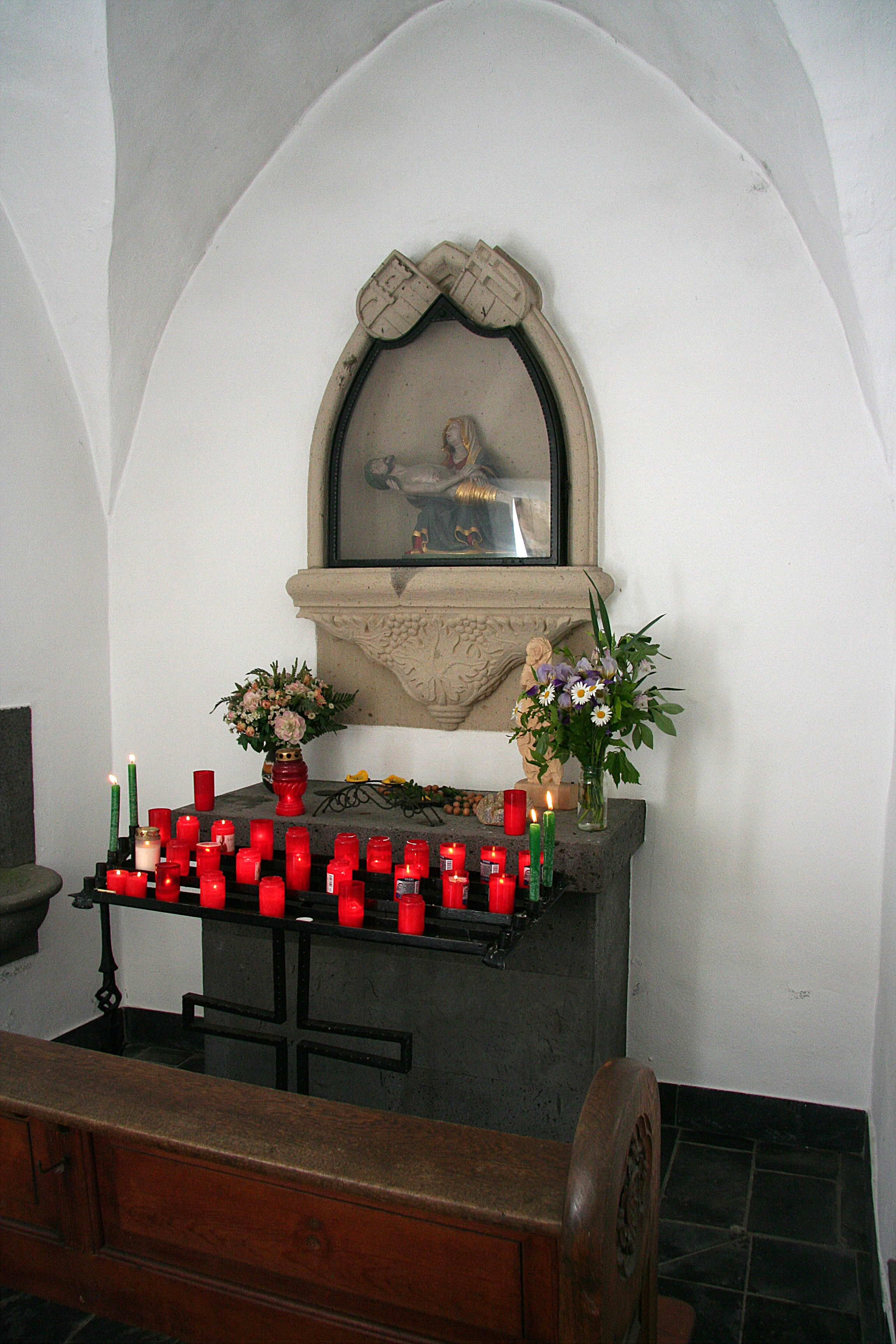
Gnadenkapelle
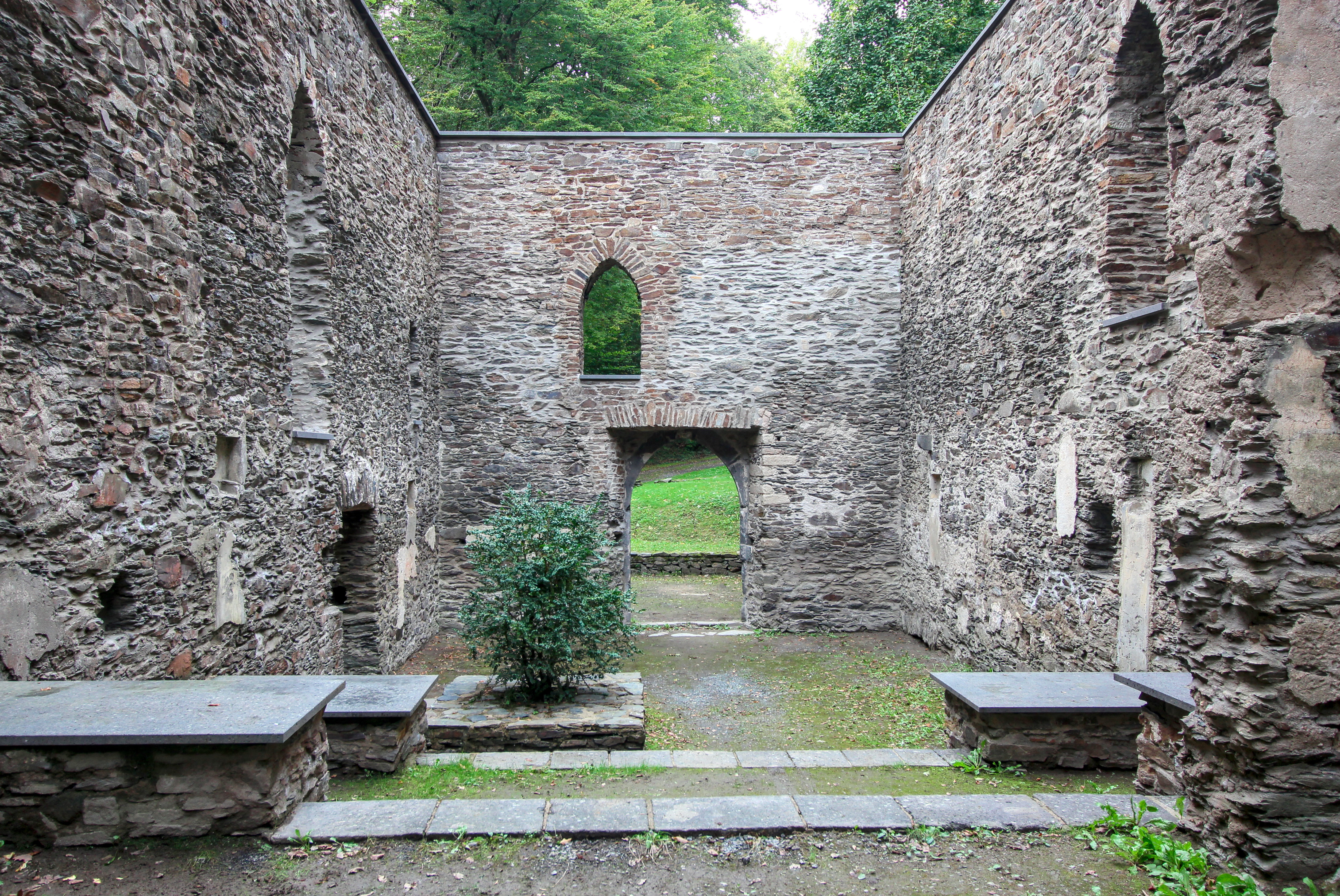
Innenansicht der Kapelle
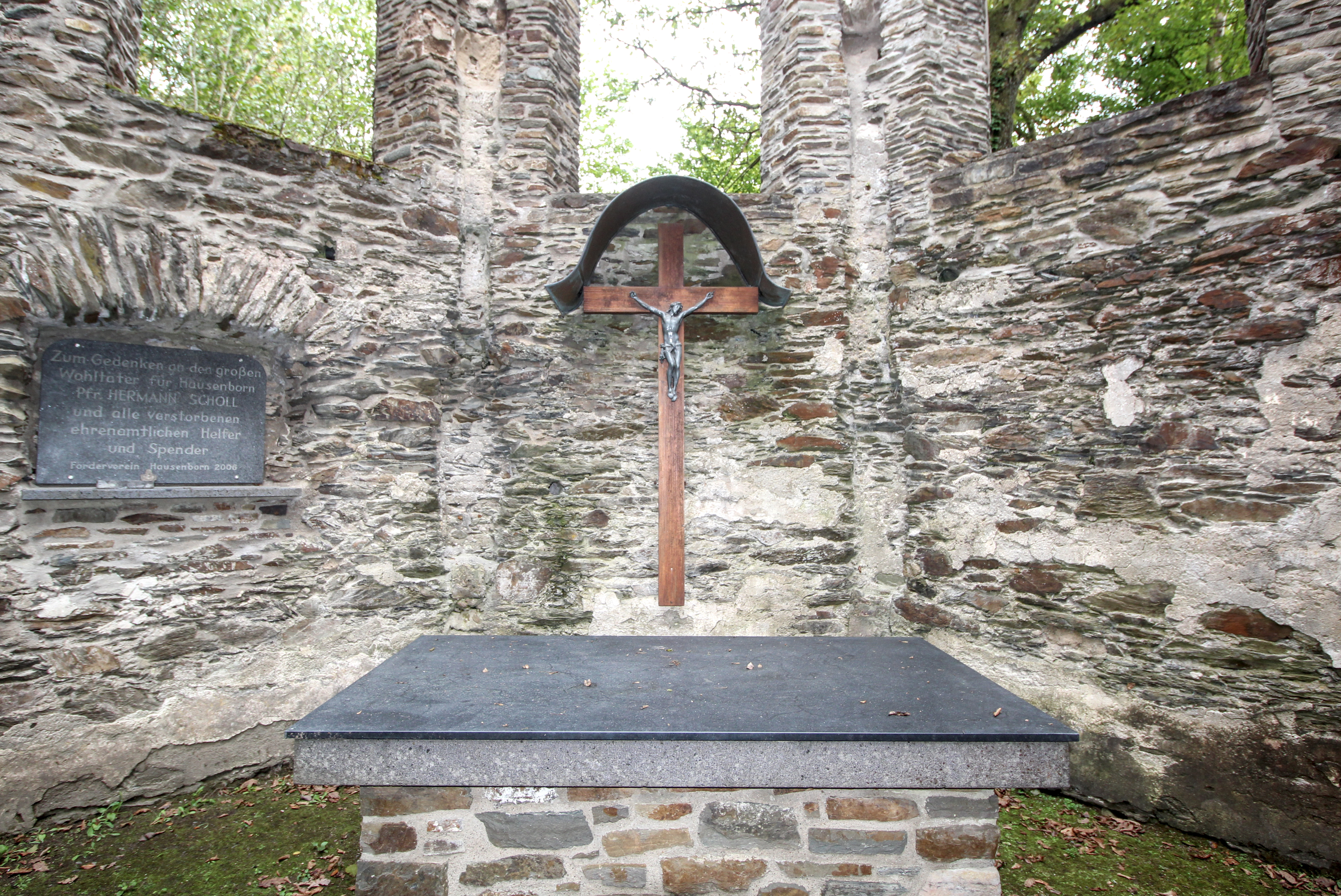
Altar
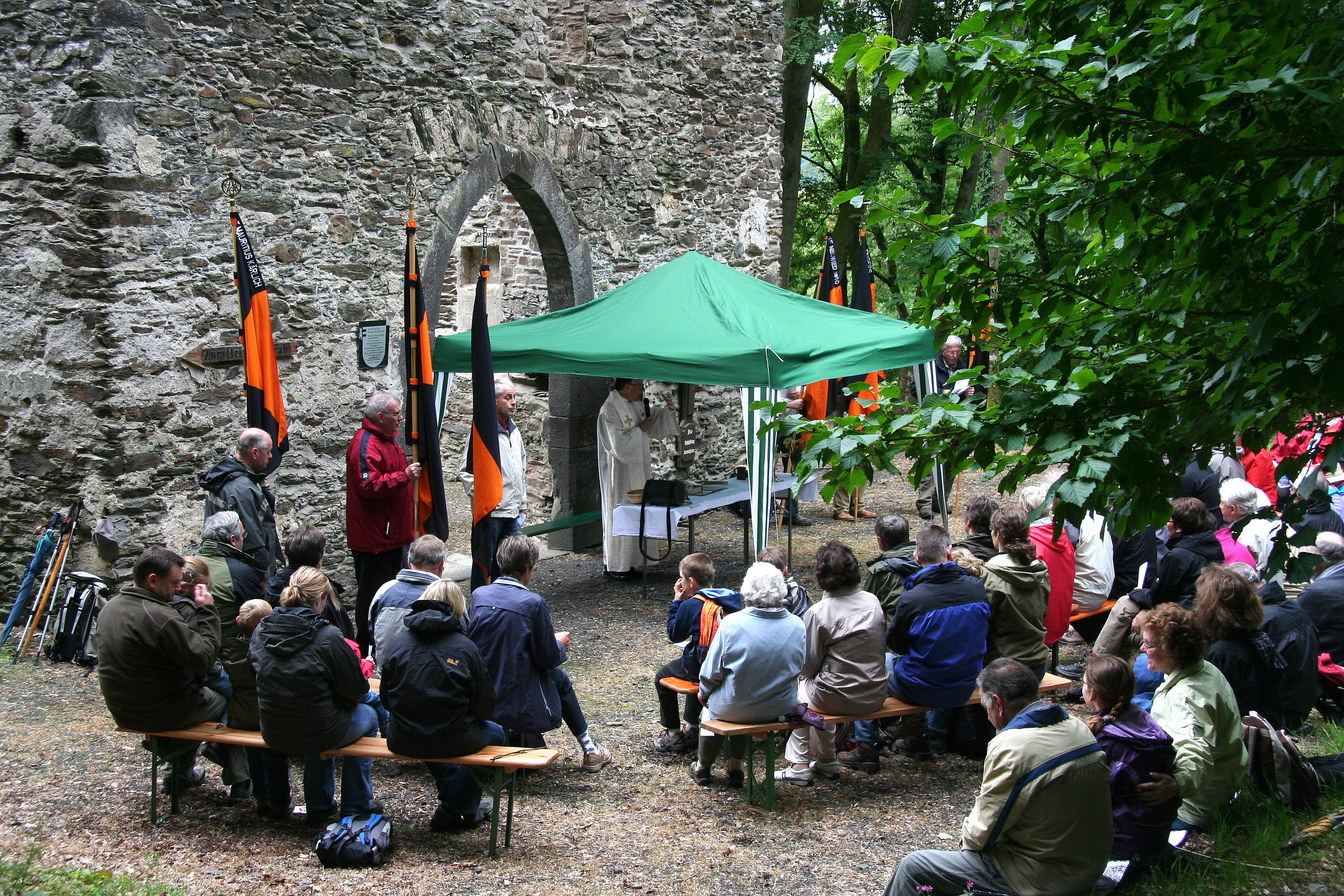
Gottesdienst an der Kapelle Hausenborn